# $ellebrity
$ellebrity es un documental de 2012, dirigido por Kevin Mazur, que a su vez lo escribió, musicalizado por Joel Goodman, en la fotografía estuvo Craig Braden, Jeffrey Hamby y Kate Phelan, los protagonistas son Jennifer Aniston, Marc Anthony y Rosanna Arquette, entre otros. Esta obra fue realizada por Run Rampant, se estrenó el 11 de marzo de 2012.

## Sinopsis
El fotógrafo de los famosos Kevin Mazur facilita un acceso completo a la vida más allá de la cuerda de terciopelo y delante a la cámara.